# 주디스 레스닉

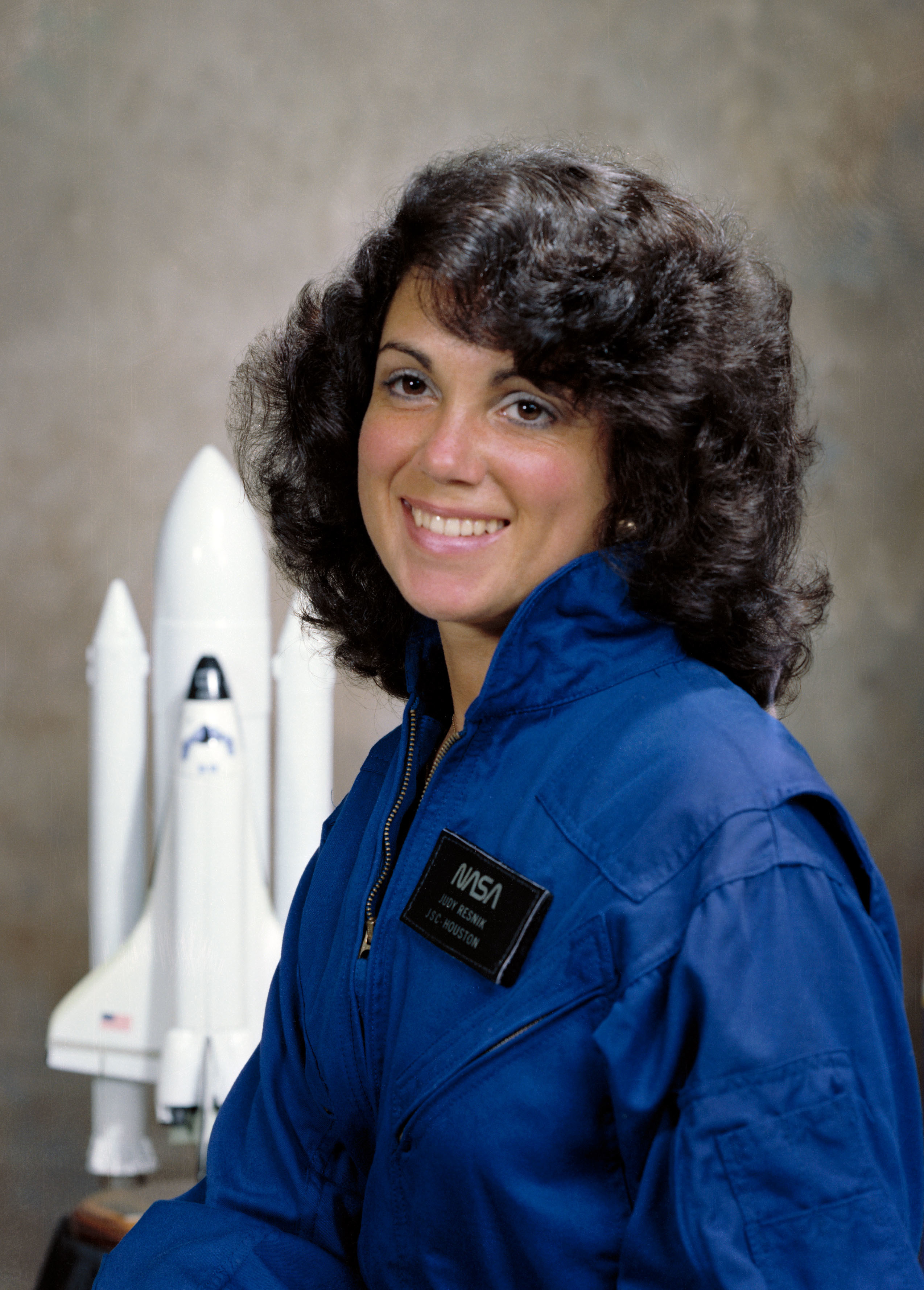
주디스 레스닉

주디스 알린 레스닉(Judith Arlene Resnik, 1949년 4월 5일 ~ 1986년 1월 28일)은 미국의 우주비행사이다. 카네기 멜론 대학교 졸업 후 메릴랜드 대학교에서 전기 기술 박사 학위를 받았다. 이후RCA에 디자인 엔지니어로, 미국 국립 보건원에선 생체 의학 엔지니어로, 제록스에선 시스템 엔지니어로 각각 근무했다. 나중에 NASA에서 들어가 미국의 두 번째 여성 우주비행사로 뽑혀 145시간을 비행했으나 챌린저 우주왕복선 폭발 사고로 사망했다.